# スキールニルの歌

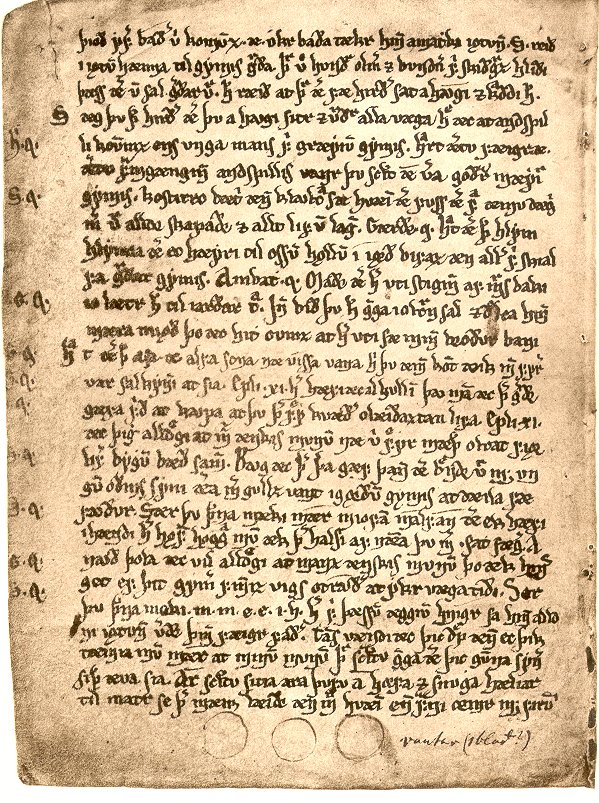
『スキールニルの歌』を収録する2つの写本のうちの1つ『AM 748 I 4to』には、余白に各節の話者を示す注釈がある。一部の研究者はこれを、詩が儀式演劇として行なわれたかもしれない手掛かりだと考えている。

『スキールニルの歌』（スキールニルのうた。古ノルド語：Skírnismál、スキールニルの言葉、スキールニルの旅 (For Skírnis) とも）は、『古エッダ』に収録された詩の1編である。

## 概要
『スキールニルの歌』は、13世紀に成立した写本『王の写本』と『AM 748 I 4to』に収録されているが、元々はキリスト教が広まる以前の時代に書かれたものであろうと考えられている。
たとえば、マグヌス・オルセンは、これを太陽神であるフレイと大地の女神ゲルズの結婚を祝う歌だとしている。
そうなると春に行われるフレイ祭に関係する歌となって成立年代が古いと考えられる。
また、多くの研究者が、おそらくは一種のヒエロス・ガモスの儀式において、この詩が上演されたと考えている。
しかしたとえばヤン・デ・フリースは、年代がもっと新しいもので、神話的テーマの中に詩人が自身の感情を述べて創作した作品だとしている。
この場合は、むしろ中世の騎士の物語に近い歌ということになる。
「スキールニルの歌」「スキールニルの言葉」という題は『AM 748 I 4to』（『アルナマグネアン写本』）に、「スキールニルの旅」という題は『王の写本』に依っている。

## 物語

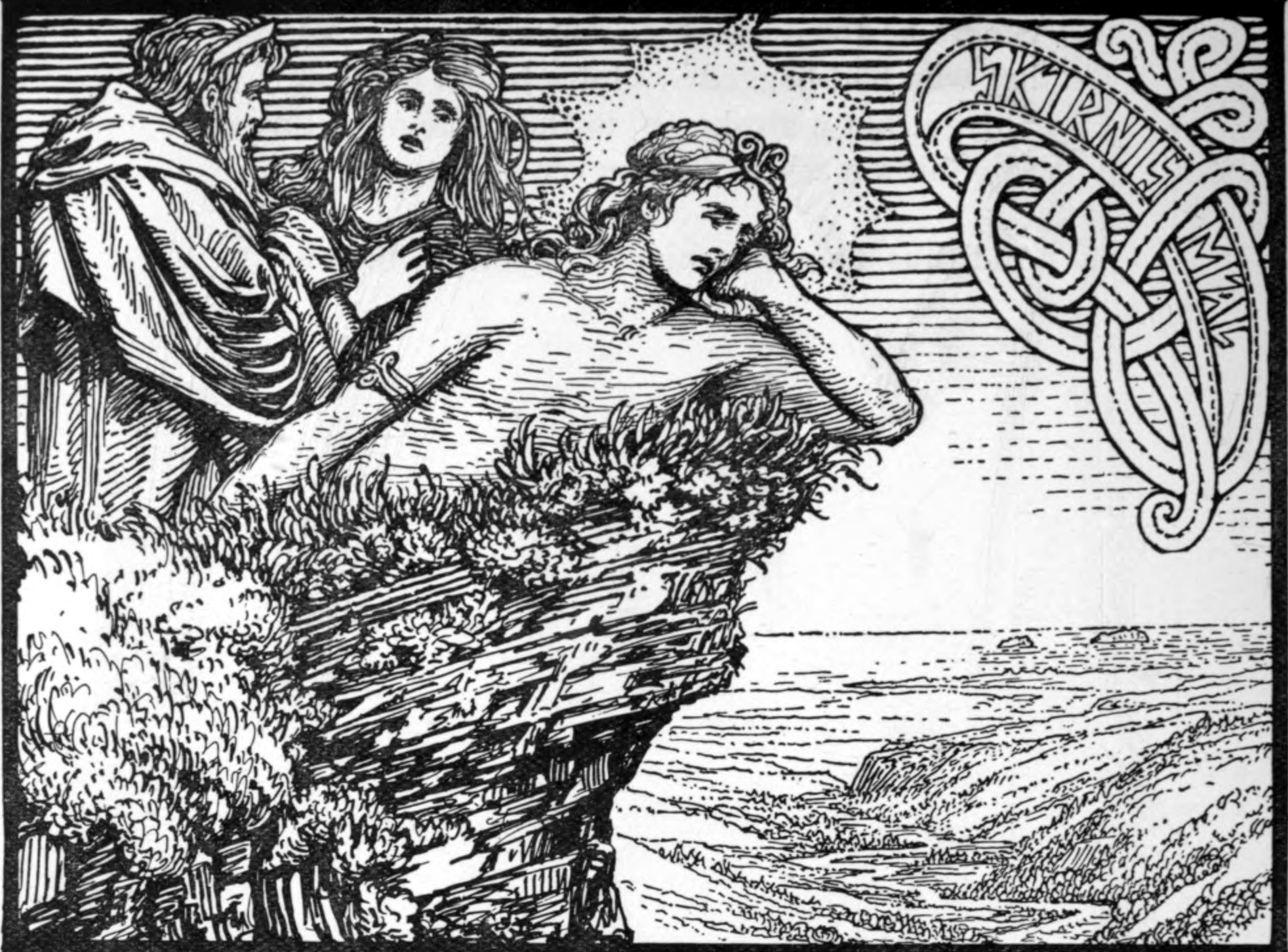
恋の病に陥ったフレイと、彼が鬱ぎ込む理由がわからず心配するニョルズとスカディ。

詩の冒頭にある散文形式の序文において、北欧神話に登場する豊穣神フレイ（海神ニョルズの息子）は、主神オーディンの王座「フリズスキャールヴ」に座って全世界を眺めると語られる。
巨人の国ヨトゥンヘイムに目を向けた時、フレイは美しい女性を視界に捉え、恋心に捕らえられてしまう。
しかし自分が恋をした相手が巨人族の娘であるが故に、誰も彼女と自分が結ばれるのを望むまいと考えてフレイは鬱ぎ込んでしまった。
詩自体は、おそらくはニョルズの妻となっているスカジが、なぜフレイが悲しんでいるのか尋ねるようスキールニルに命じるところから始まる。
スキールニルは主人であるフレイから勘気をこうむるのを恐れながらも、命じられたとおりに彼の元を訪れる。
フレイは悲嘆に暮れた様子であったが、幼なじみでもあるスキールニルに胸中を明かす。
スキールニルは悩める主人に代わってその女性ゲルズに求愛するべく、旅立つことを引き受けるが、危難を避けるために炎を乗り越えられる馬と、巨人族と戦う剣を求めた。するとフレイはスキールニルに自分の持つ「ひとりでに戦う剣」と魔力のある馬を与えた。
スキールニルは順調にヨトゥンヘイムを通過し、巨人ギュミルの館へ着いたが、館の前でいざこざが起こる（内容については未詳）。それを聞きつけたゲルズは彼に館へ入るように求め、スキールニルの出自を尋ねるが、彼は高貴な血族に連なるものでは無いと答える。スキールニルはフレイのためにゲルズを懐柔して求婚を受けるように勧めるが、彼女は頑なに拒む。スキールニルは最終的に、呪いのルーン文字を刻むと脅し、ゲルズからフレイと会う約束を取り付ける事に成功した。
主人の元へ帰還したスキールニルはフレイに首尾を尋ねられる。
ゲルズが「9夜後にバッリ(Barri)の森でニョルズの息子に自身を捧げる」と答えたことをスキールニルが告げると、フレイは「結婚を待ちわびる半夜の方が1か月よりも長く感じられる」と嘆いた。

## 地学的考察
ドイツの著述家ヴァルター・ハンゼンは、『エッダ』に登場する神話的舞台のモデルになった場所をアイスランドの地形に見いだす試みを行なっている。彼は『スキールニルの歌』における「ゲルズ（ゲルダ）の館を取り囲む炎の輪」を、環状砦型火山のことと推定した。『エッダ』の別の詩『フョルスヴィーズルの言葉』の中に同様の「揺らぐ炎で囲まれた大広間」についての説明があり、その描写は環状砦型火山の活動する様子を表現したものと考えられた。ハンゼンはすでにフレイがゲルズを見いだしたフリズスキャルヴのモデルを卓状火山ヘルズブレイズ（独語発音ではヘルドゥブライト。en）と推定しており、その北方に向かい、スキールニルが語る「湿った岩」つまり硫気孔(en)のある場所を通り、スキールニルが羊飼と出会ったであろうミーヴァトン湖の畔の牧草地を越えて、「炎の輪」つまり環状砦型火山クヴェルフィヤットル（独：フヴェルフィヤル）に行き着いただろうと考えた。その火山は現在は火山活動はみられず登山も可能である。